# Priesterkoor

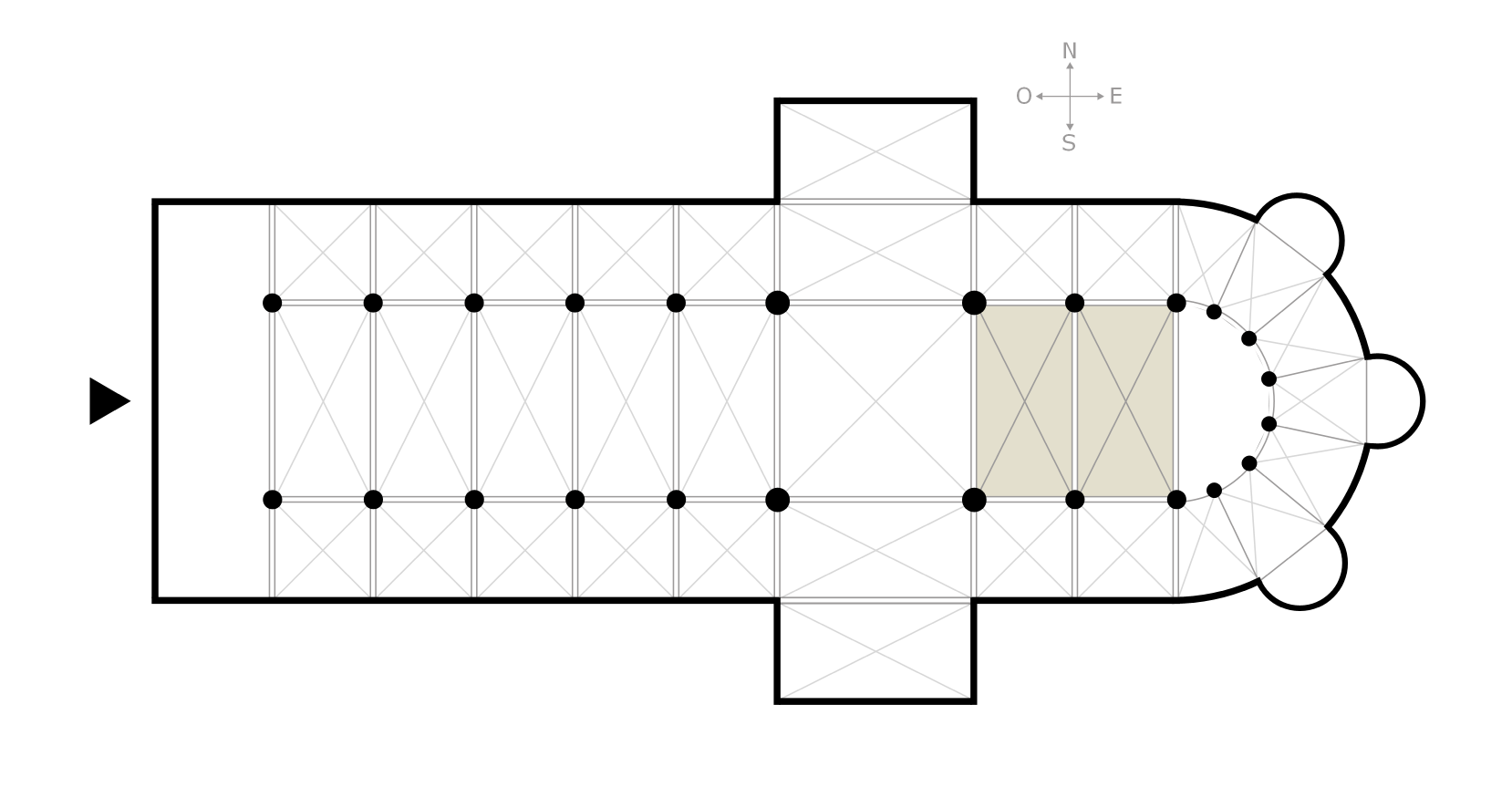
priesterkoor van een kruiskerk

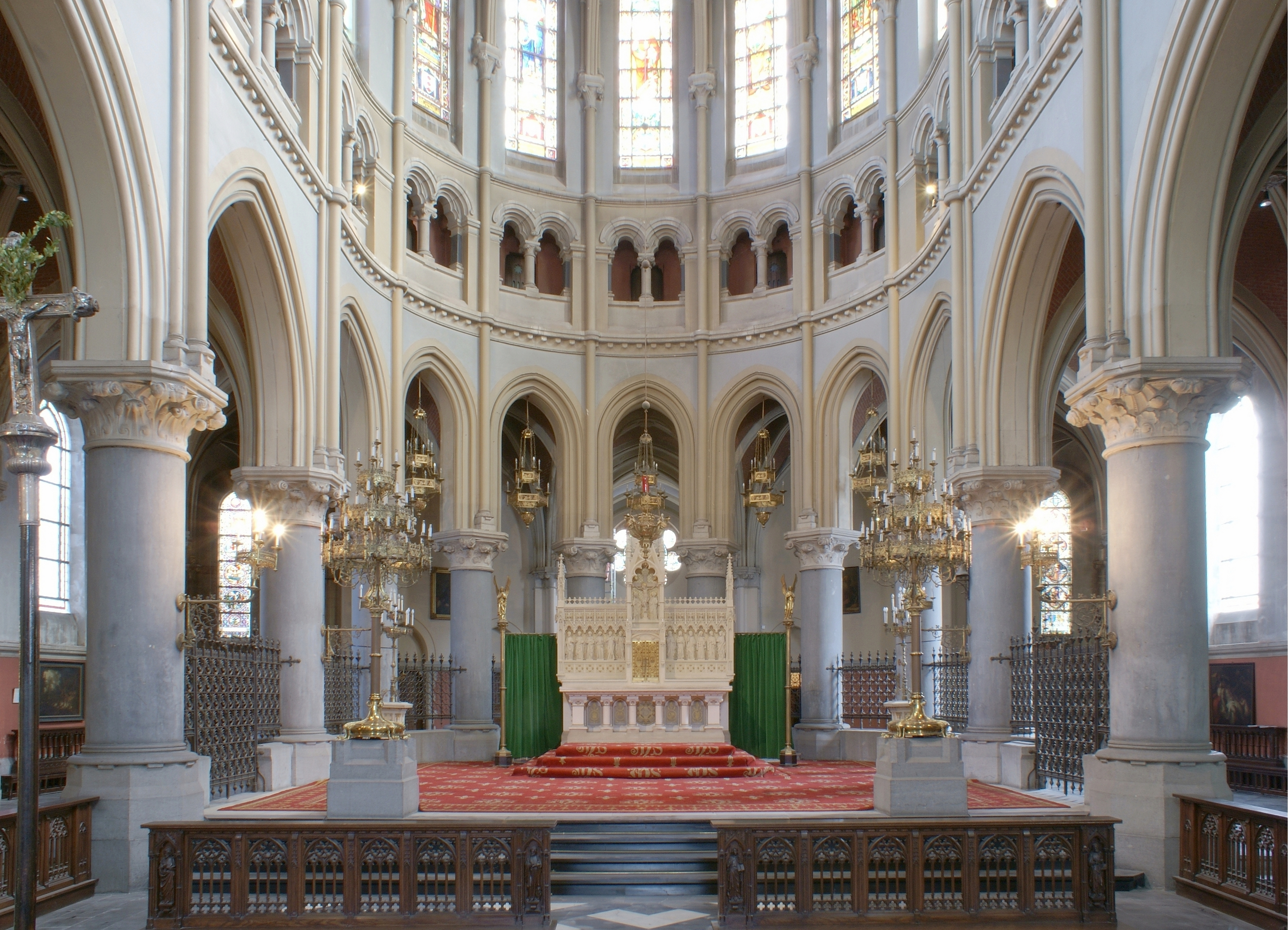
Koor met daar omheen een kooromgang: Sint-Willibrorduskerk te Antwerpen

Het koor, priesterkoor of hoogkoor is in de westerse architectuur de ruimte in een kerkgebouw waar zich het hoogaltaar bevindt. Deze ruimte is soms afgescheiden van het schip door een koorafsluiting in de vorm van een koorhek of doksaal. Andere namen zijn sanctuarium en presbyterium.

## Kenmerken
Meestal is een kerk met het koor naar het oosten gericht, omdat dit de richting is waar de zon opkomt en omdat Jezus Christus wordt gezien als de Sol Oriens, het 'Licht van de Wereld', de 'Zon der Gerechtigheid' (Johannes 8:12; Maleachi 3:20). Het is ook in het oosten dat Jezus volgens de Bijbel zal terugkeren om de levenden en de doden te oordelen (Matteüs 24:27). Dit wordt oriëntering genoemd. Er zijn in grote romaanse kerkgebouwen vaak twee koren: een oostkoor of het priesterkoor en een westkoor.
Een hoogkoor onderscheidt zich van een normaal koor, doordat het door zijn hoogte uitsteekt of ooit uitstak boven het vloerniveau van het middenschip.
In een kruiskerk die op het oosten is georiënteerd, bevindt zich ten westen van het koor de viering en het transept, ten oosten van het koor vaak de koorsluiting en eventueel om het koor heen de kooromgang. Het koor heeft in zeldzame gevallen ook twee koortorens.
Het koor bevindt zich in Spaanse kerken vaak op een tribune aan de westzijde van de kerk en bij grote kerkgebouwen in het schip gebouwd en daarvan door balustrades en hekwerken afgescheiden. Het priesterkoor is hier dus losgekoppeld van het hoofdaltaar.

## Ontstaan
Het koor is ontstaan uit de apsis. De monniken en hun liturgie kregen een plaats buiten de kerk van het klooster, in de gewone parochiekerken en kathedralen. Die liturgie bestond uit het dagelijks gebed op een aantal vaste momenten, waarbij ook werd gezongen. De monniken kregen, vanwege hun bijzondere plaats in de kerkelijke gemeenschap, ook een bijzondere plaats in het kerkgebouw. Zij kregen een afgescheiden plaats bij het hoofdaltaar. Het hoofdaltaar werd in de apsis geplaatst in plaats van tussen apsis en schip, in de kruising of de viering. De apsis werd in oostelijke richting verlengd en aan de zuid- en noordzijde van het op deze manier ontstane koor werden koorbanken geplaatst. De monniken zaten tussen het schip en altaar in.
Naarmate de kerkarchitectuur zich verder ontwikkelde werd ook meer symboliek in de architectuur gelegd: naast de kruisvorm van de kerk moest het koor en de apsis samen omgeven zijn door twaalf pilaren, wat de twaalf apostelen symboliseerde. De vier pilaren aan de vier hoeken van de kruising staan voor de vier evangelisten, Matteüs, Marcus, Lucas en Johannes. Het is gebruikelijk dat de monniken elkaar psalmen en hymnen toezingen en daaruit is het begrip koor als aanduiding voor een groep mensen die in samenzang zingen ontstaan.